# Памятник М. Е. Пятницкому
Памятник Митрофану Ефимовичу Пятницкому в Воронеже установлен на Проспекте Революции.

## История
Памятник М. Е. Пятницкому был открыт 17 сентября 1988 года в небольшом сквере недалеко от Дома офицеров. Авторами памятника выступили известные воронежские скульпторы Иван Дикунов и Эльза Пак.
Бюст музыканту установлен на круглой колонне и низкой гранитной дуги, на полукруге красного карельского гранита находятся музыкальные инструменты, выполненные из бронзы — гармонь и балалайка, за гранитным полукругом посажены берёзы, символизирующие хористок из хора Пятницкого и красиво обрамляющие ландшафтную композицию сквера.
Около памятника традиционно собираются уличные шахматисты.